# Mutuno Tutuno

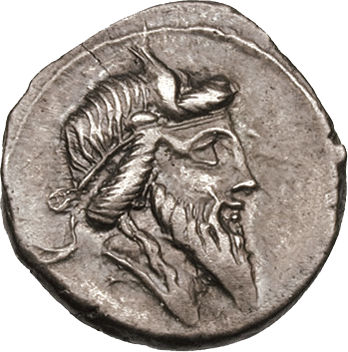
Um denário emitido por Quinto Tício, pensado para representar um Mutuno Tutuno barbudo

Na antiga religião romana, Mutuno Tutuno ou Mutino Titino (em latim: Mutunus Tutunus ou Mutinus Titinus) foi uma deidade do casamento fálica, que em alguns aspectos igualava com Priapo. Seu santuário estava localizado no Monte Vélia, supostamente desde a fundação de Roma, até o século I a.C.
Durante os preliminares rituais de casamento, as noivas romanas suspostamente montavam o falo de Mutuno para se prepararem para a relação sexual, de acordo com os Padres da Igreja que interpretaram esse ato como uma obscena perda da virgindade. O apologista cristão Arnóbio diz que as matronas romanas eram levadas para um passeio (inequitare) no "horrível falo" de Tutuno com suas "vergonhosas partes imensas", mas outras fontes especificam que são as noivas que aprenderam através do ritual a não se envergonhar por sexo: "Tutuno, em cujo colo vergonhoso estão as noivas, de modo que o deus parece provar sua vergonha antes do fato". O gramático do século II, Festo, é a única fonte latina clássica a tomar nota do deus, e a caracterização do ritual por fontes cristãs tende a ser hostil ou tendenciosa.

## Etimologia
Ao contrário de Priapo, que é representado em forma humana com uma ereção descomunal, Mutuno parece ter sido encarnado puramente pelo falo, como o fascinus ou o misterioso progenitor de Sérvio Túlio. O nome do deus está relacionado a duas gírias raramente registradas para pênis em latim, mūtō (ou muttō) e mūtōnium. "Mutto" também foi usado como um cognome, o terceiro dos três elementos do nome de um homem romano. Lucílio oferece a primeira instância registrada de ambas as formas: at laeva lacrimas muttoni absterget amica ("Uma namorada enxuga as lágrimas de Mutto — sua mão esquerda, isto é"), e o derivado mūtōnium. Mūtōnium pode ter substituído a forma anterior, como aparece mais tarde entre os grafites de Pompeia. Horácio tem um diálogo com  seu muttō: "O que você quer? Certamente você não está exigindo a neta de um grão-cônsul como uma buceta?" Ambos Lucílio e Horácio assi personificam o muttō. Mūtūniātus, usado por Marcial e no Corpus Priapeorum, descreve um homem "bem dotado".
Ambas partes do nome Mūtūnus Tūtūnus são reduplicadas, Tītīnus talvez de tītus, outra palavra de gíria para "pênis".

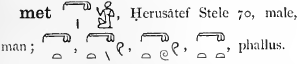
MT no dicionário de Budge

Também é possível, se não provável, que o latim "mut" fosse um empréstimo vogalizado derivado da palavra consonantal egípcia MT para 'falo, macho, homem' no hieróglifo adjacente, considerando que os escribas egípcios não vogalizaram o MT e que Budge adicionou um /e/ ao MT em seu dicionário para torná-lo pronunciável.

## Culto
O santuário de Mutuno Tutuno na Vélia não foi localizado. De acordo com Festo, foi destruído para fazer um banho privado para o pontífice e apoiador de Augusto, Domício Calvino, embora fosse reverenciado como um dos marcos mais antigos.
Esse desenraizamento levanta a questão de por que Calvino foi autorizado a deslocar um santuário tão venerável. Os Padres da Igreja associam Mutuno a agrupamentos de outras divindades que se supõe serem baseadas nas obras teológicas perdidas de Varrão. Ao examinar essas conexões, Robert Palmer concluiu que o antigo culto de Mutuno se fundiu com aquele do Pai Liber, que foi identificado ou compartilhado de várias maneiras com Júpiter, Baco e Priapo Lampsaceno. Palmer conjecturou ainda que foi Mutuno, na forma de Liber, a quem Júlio César fez sacrifício no dia de seu assassinato, recebendo os maus presságios que o conspirador Décimo Bruto o incitou a ignorar. César havia anteriormente comemorado sua vitória na Batalha de Munda na Liberália, ou festival de Liber realizado em 17 de março, e visitou a casa do pontífice Calvino nos Idos de Março, perto do santuário arcaico de Mutuno-Liber. Na opinião de Palmer, o evidente mal favor do deus deu a Augusto licença para reformar o culto durante seu programa de revivalismo religioso que muitas vezes disfarçava inovações radicais. O deus foi então helenizado como Bacchus Lyaeus.
Palmer concordou com numismatas que consideram um denário cunhado por Quinto Tício, magistrado monetário ca. 90–88 a.C., como retratando um Mutuno envelhecido e barbudo em seu anverso. O diadema alado é uma referência ao Priapo de Lampsaco e ao falo alado como motivo comum nas artes decorativas romanas, que também pode servir de encanto apotropaico contra o mau-olhado. Outra edição de Tício retrata um Baco coroado de hera, com ambos os denários tendo um Pégaso praticamente idêntico no reverso. Michael Crawford encontra "nenhuma boa base" para identificar esta figura como Mutuno, mas Palmer aponta para a iconografia compartilhada da figura Baco–Liber–Priapo e a etimologia associativa do nome da gens Titius. Um titus ("pênis") com asas era um trocadilho visual, já que a palavra também se referia a um tipo de pássaro. Varrão parece ter associado Titino aos Tício, em uma colocação etimológica que incluía Tito Tácio, o real sabino contemporâneo de Rômulo; a Cúria Tícia; ou os tribus dos Ticienses, uma das três tribos originais de Roma.